# Silva Adamović Japelj
Silva Adamović Japelj, ime ob rojstvu Silva Japelj, po poroki Silva Adamović ali Silva Adamović Japelj, slovenska balerina, * 1. januar 1905, Ljubljana, † 11. november 1978, Ljubljana.

## Življenje
Silva Japelj je svoj prvi angažma v baletnem zboru Narodnega gledališča v Ljubljani dobila leta 1919 pri štirinajstih letih. Leta 1928 je postala baletna solistka in z možem za dve leti odšla v Beograd. Leta 1930 se je vrnila v Ljubljano in nadaljevala s plesom kot solistka. Kasneje je postala tajnica Baleta, med leti 1952 in 1954 pa njegov vodja. Po upokojitvi je do leta 1959 poučevala v Baletni šoli Delavskega prosvetnega društva Svoboda v Kranju.

## Vloge
Manjše solistične vloge v baletnem zboru Narodnega gledališča v Ljubljani:
- 1921: v prvem nastopu je plesala vlogo Pierotove prijateljice v Pieretinem pajčolanu, skladatelj:Ernst von Dohnányi. Plesala je francoski ples v Labodjem jezeru. Skladatelj: Peter Iljič Čajkovski.
- 1924: Poloneza v Plesnem večeru Chopina
- 1925: Učenka v Strupeni tarantuli Juliusa Bittnerja. Bergerjevo "Burlesko", Dvořakov Slovanski ples št. VIII, Chopinovo Nokturno. Plesala je tudi v Cvetlicah Male Ide Paula von Klenauja in  Dijak in Nimfa v Favnovi noči Tadeusza Sygietynskega.
- 1928: prva plesalka v Iz jutrove dežele Antonina Balatke in Španjolka v Impresijah iz Music-Halla Gabriela Piernéja.

Ostalo:
- 1931: »Španjolka« v Punčki Josefa Bayerja, bila je Španec v Figurinah Luja Šafraneka-Kavića in dvorni norec v baletni pravljici Začarani ptič Nikolaja Čerepnina.
- 1935:  ciganka v Petruški Igorja Stravinskega.
- 1937: sužnja v Polovskih plesih Alexandra Borodina in odaliska v Šeherezadi Nikolaja Rimski-Korsakova.
- 1939: v baletu Snubitev nevesta Emila Adamiča ("Tatarska suita").
- 1940: v Suiti iz baleta Hrestač plesala naslovno vlogo Petra Iljiča Čajkovskega.
- 1941: dekle v Nikotini Vítězslava Novaka in dona Elvira v Don Juanu Christopha Willibalda Glucka.
- 1942: zapeljivka v Pieretinem pajčolanu.
- 1943: ptica, eter in ogenj v Sedmi simfoniji Ludwiga van Beethovna.
- 1944: solistka v Boleru Maurica Ravela, veseljak v Pieretinem pajčolanu in zapeljivost v svetu zlega v Peery Gyntu Edvarda Griega.
- 1945: šahova žena v Šeherezadi.
- 1946: solistka v tretjem, trinajstem in petnajstem Slovanskem plesu Antonína Leopolda Dvořáka.
- 1946 in 1952: soseda v Vragu na vasi Frana Lhotke.
- 1947: muza v Prometejevih bitjih Ludviga van Beethovena.
- 1948: solistka v Cekinu ali goslih Antonína Leopolda Dvořáka.

Nastopala je v številnih opernih, operetnih in dramskih predstavah. Imela je prikupen glas, kar ji je v operetah pogosto prineslo subretne vloge.
- Njena prva vloga je bila hišna Zofija v opereti Pesem ljubezni Josipa Rahe 1936.
- Olga - žena svetnika poslaništva v opereti Vesela vdova Franza Lehárja
- Fifi v Dobiecevi Ančki
- Becky v Golovinovi Helteji
- Kamila v Lumpaciju vagabundusu Niko (Nikolaja) Štritofa
- Gospa v mladinski opereti Angel z avtom Alijzija Mava
- v Beneševem Svetem Antonu je bila Hela Fieldova
- v Paganiniju Franza Lehárja tihotapka Anita
- Ida v operi Netopir leta 1941 Richarda Straussa  je ena izmed njenih najodgovornejših vlog.

## Nagrade
Med njene posebne dosežke spada vloga vragove žene leta 1947, ko je nadomestila gostjo iz Beograda.
- priznanje ministrstva za prosveto 1946
- red dela 3. stopnje 1949
- red dela z zlatim vencem 1971